# マリオボロ通り

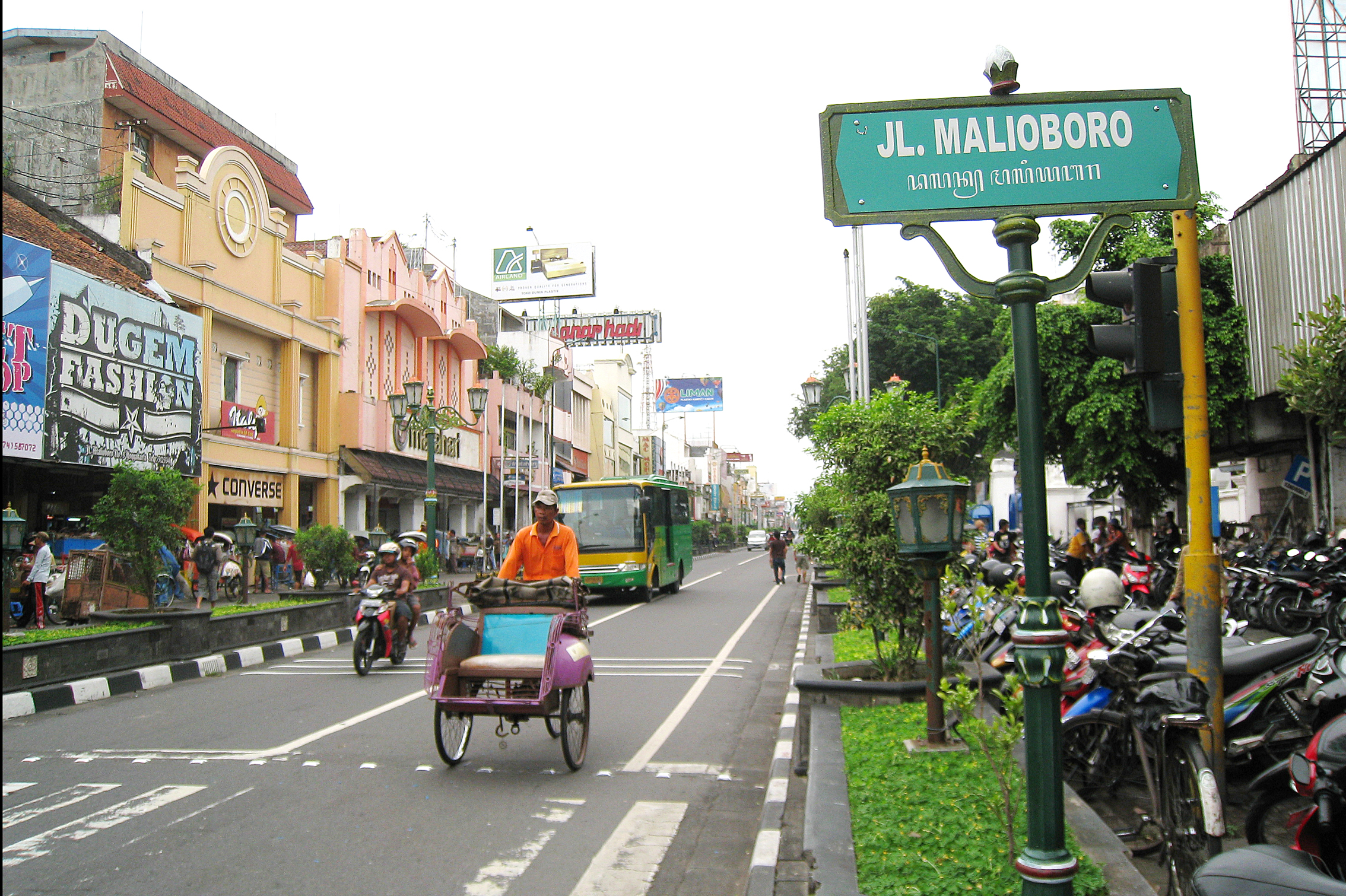
マリオボロ通り

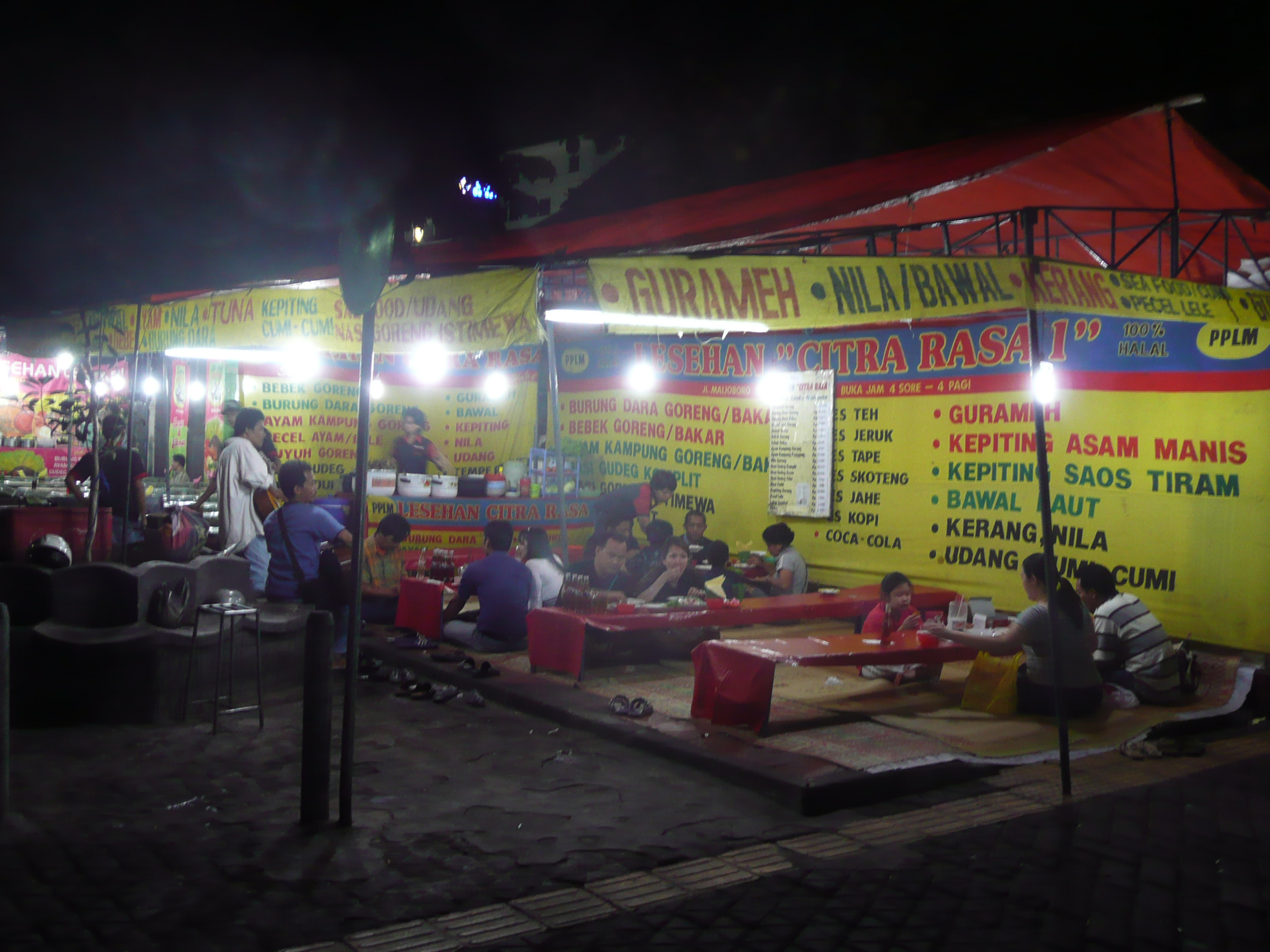
マリオボロ通りのレセハン

マリオボロ通り（まりおぼろどおり、インドネシア語：Jalan Malioboro、ジャランは通りと意)はインドネシアのジョグジャカルタ市の繁華街である。ジョグジャカルタの宮廷（Kraton）からジョグジャカルタ塔までの間、北へ進むにつれてアーマッ・ヤニ通り（Jalan Jend. A. Yani）、マリオボロ通り、パンゲランマンクブミ通り（Jalan Pangeran Mangkubumi）と名を変える。
ジョグジャカルタ最大の観光地区で、レストランとホテルが多く立ち並ぶ。昼間は通りの両側の歩道で観光客の目当てに様々な物売りが露店を開く。暗くなると、地面にマット広げた屋台の「レセハン」が現れ、グドゥッなどのジョグジャカルタ伝統料理を売る。
「マリオボロ」はサンスクリットで「花の首飾り」の意。昔、この通りは特別の行事や行列の時に花で飾られたから。